# Rovaniemi
Rovaniemi (finlandês: Rovaniemi  ouça a pronúncia) é a cidade mais ao norte da Finlândia. É a capital e o centro comercial e cultural da Lapónia finlandesa.                                                                                                       

Está situada a apenas 8 km a sul do Círculo Polar Ártico, e localizada na confluència do rio Kemijoki e o seu afluente Ounasjoki, entre a serra de Ounasvaara e Korkalovaara.
Tem 65 722 habitantes (2024) e é o 17º município finlandês em população (2025).
É uma cidade de expressão maioritariamente finlandesa.

Pela sua situação geográfica, é tida pelas crianças ocidentais como sendo a terra natal do Papai Noel (Pai Natal em Portugal). Esta cidade também é a cidade natal da banda vencedora da Eurovisão de 2006 Lordi.

## História
Durante a Segunda Guerra Mundial, a cidade foi quase completamente destruída pelos alemães em 1944. Foi depois reconstruída seguindo o planeamento urbanístico do arquiteto Alvar Aalto.

## Educação
A cidade conta com uma instituição de ensino superior -  a Universidade da Lapónia (finlandês: Lapin yliopisto, sueco: Lapplands universitet).

## Património histórico, cultural e turístico
A cidade dispõe de um património turístico e cultural, onde pode ser destacado:

- Arktikum (Centro de ciência e museu, dedicado à natureza, culturas e história da região )

## Galeria

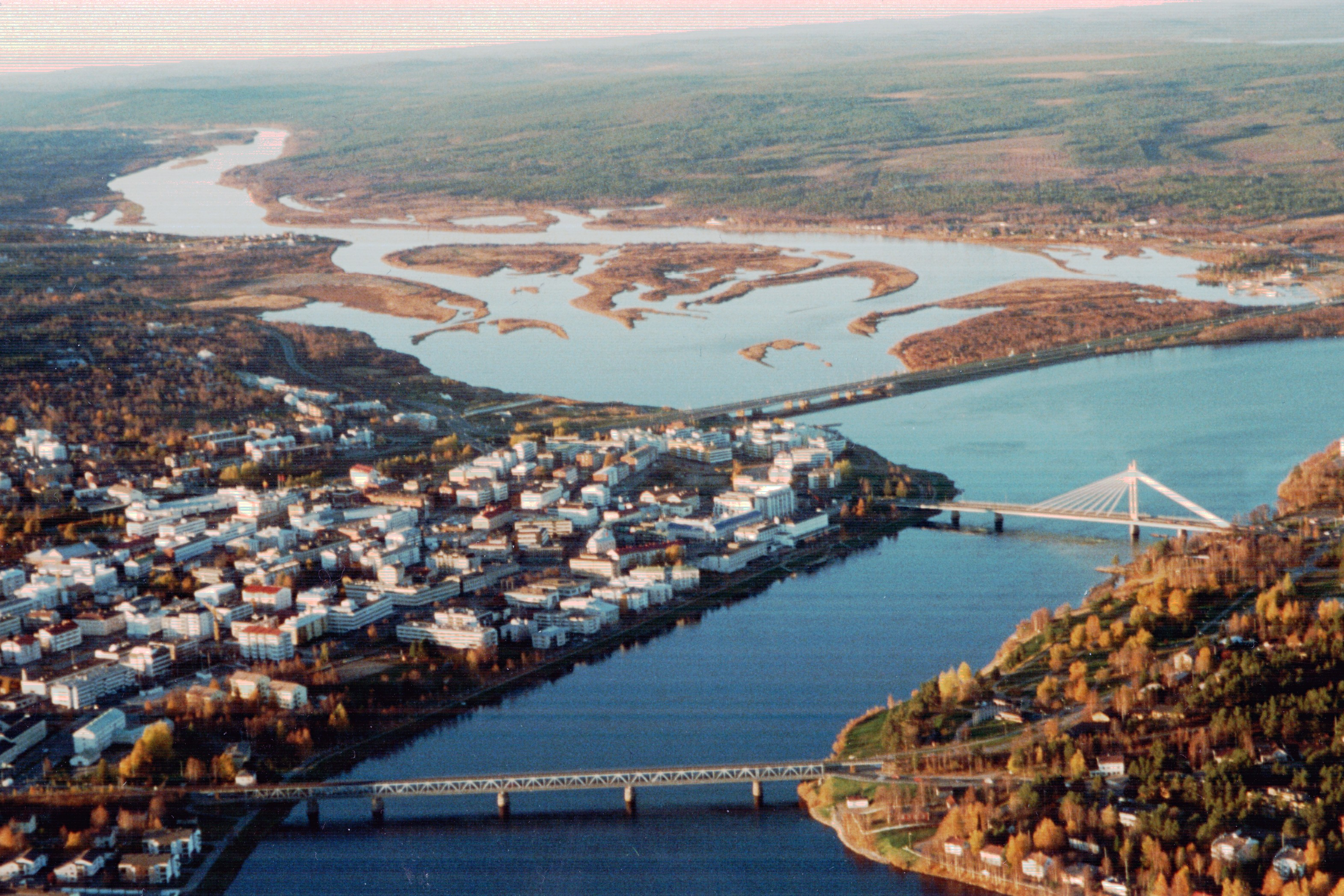
Vista aérea da cidade
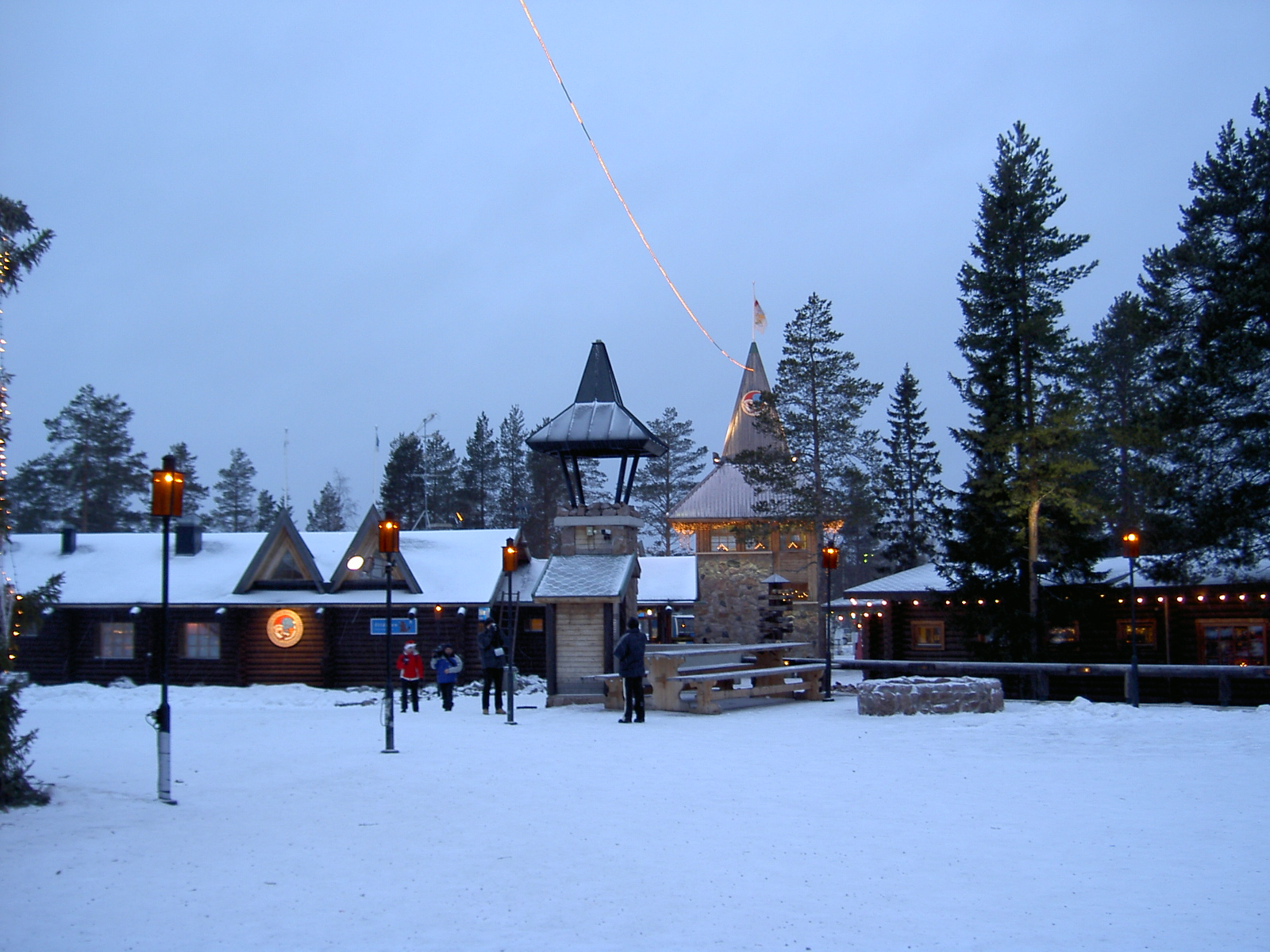
Oficina do Pai Natal  (br: Papai Noel)
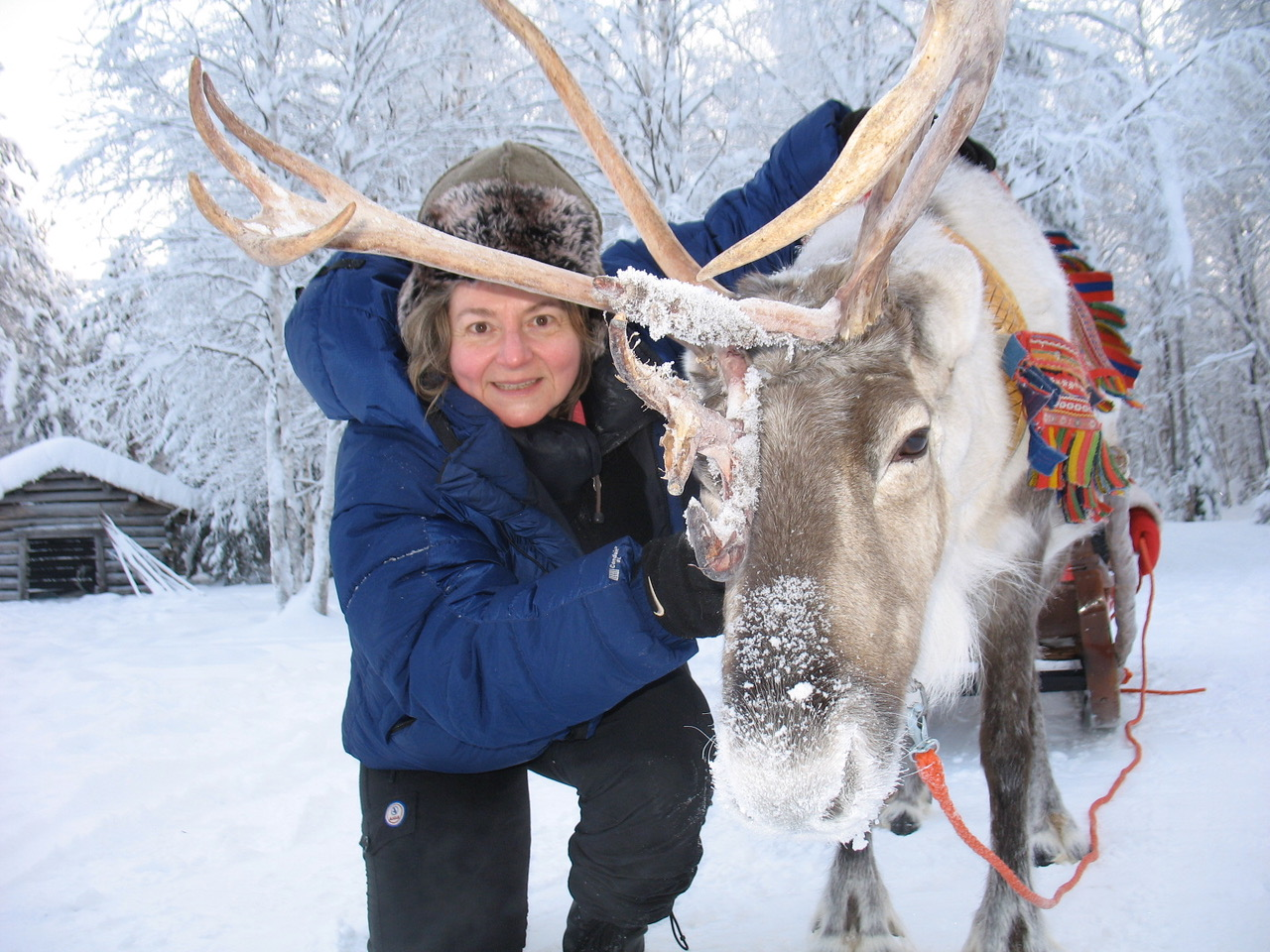
Uma rena do Pai Natal  (br: Papai Noel)
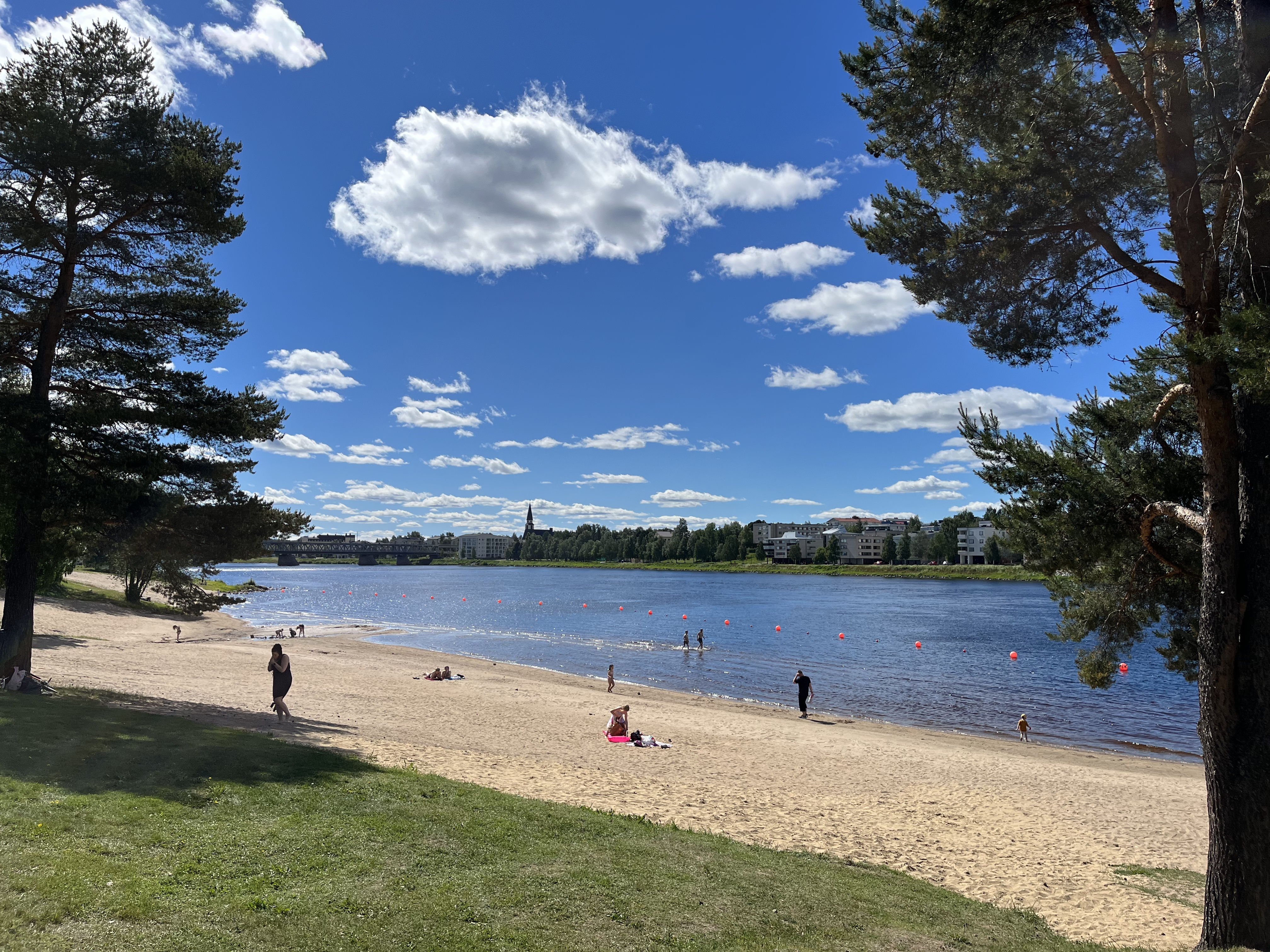
Verão em Rovaniemi
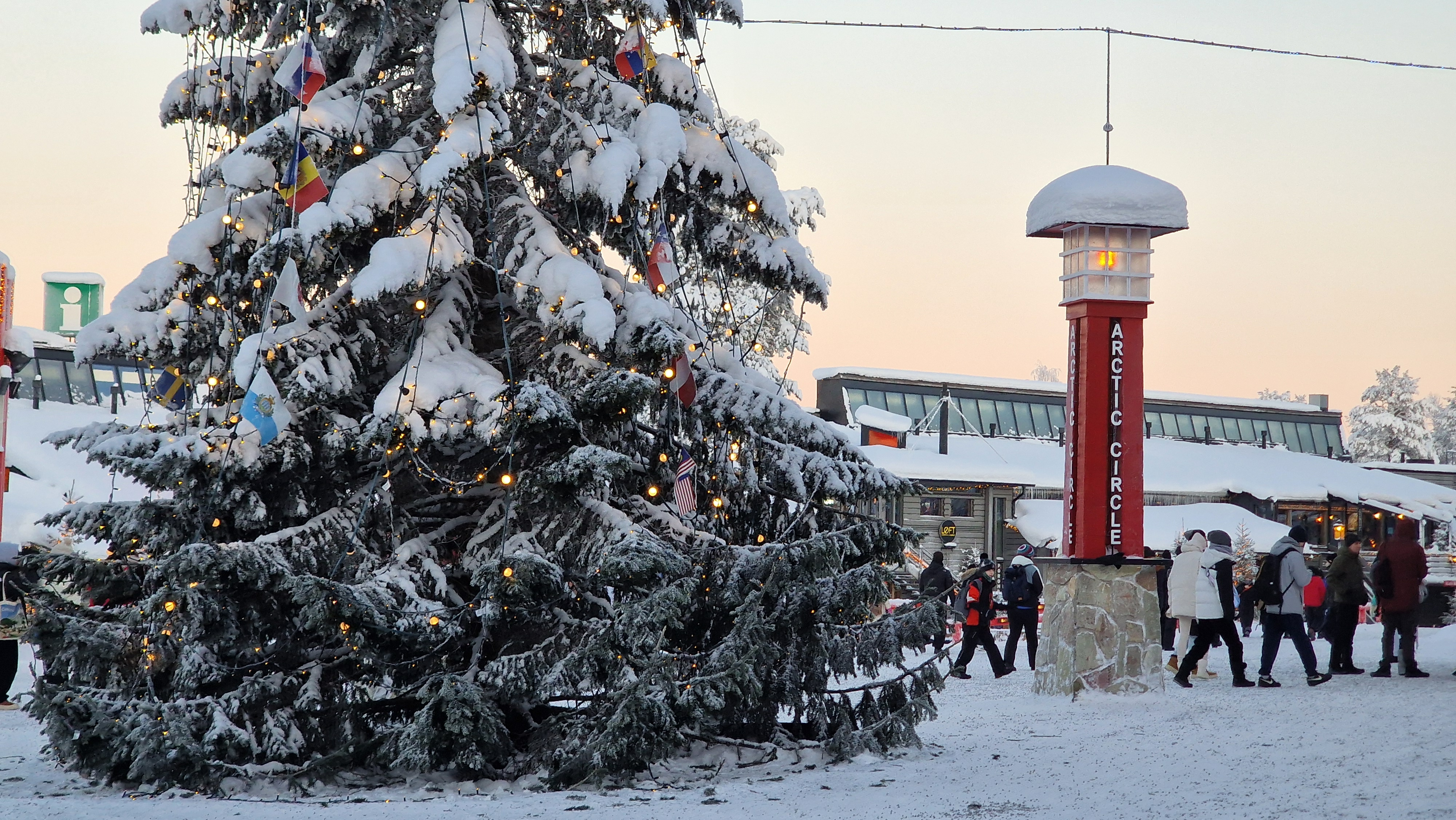
Terra do do Pai Natal  (br: Papai Noel), junto ao Círculo Polar Ártico
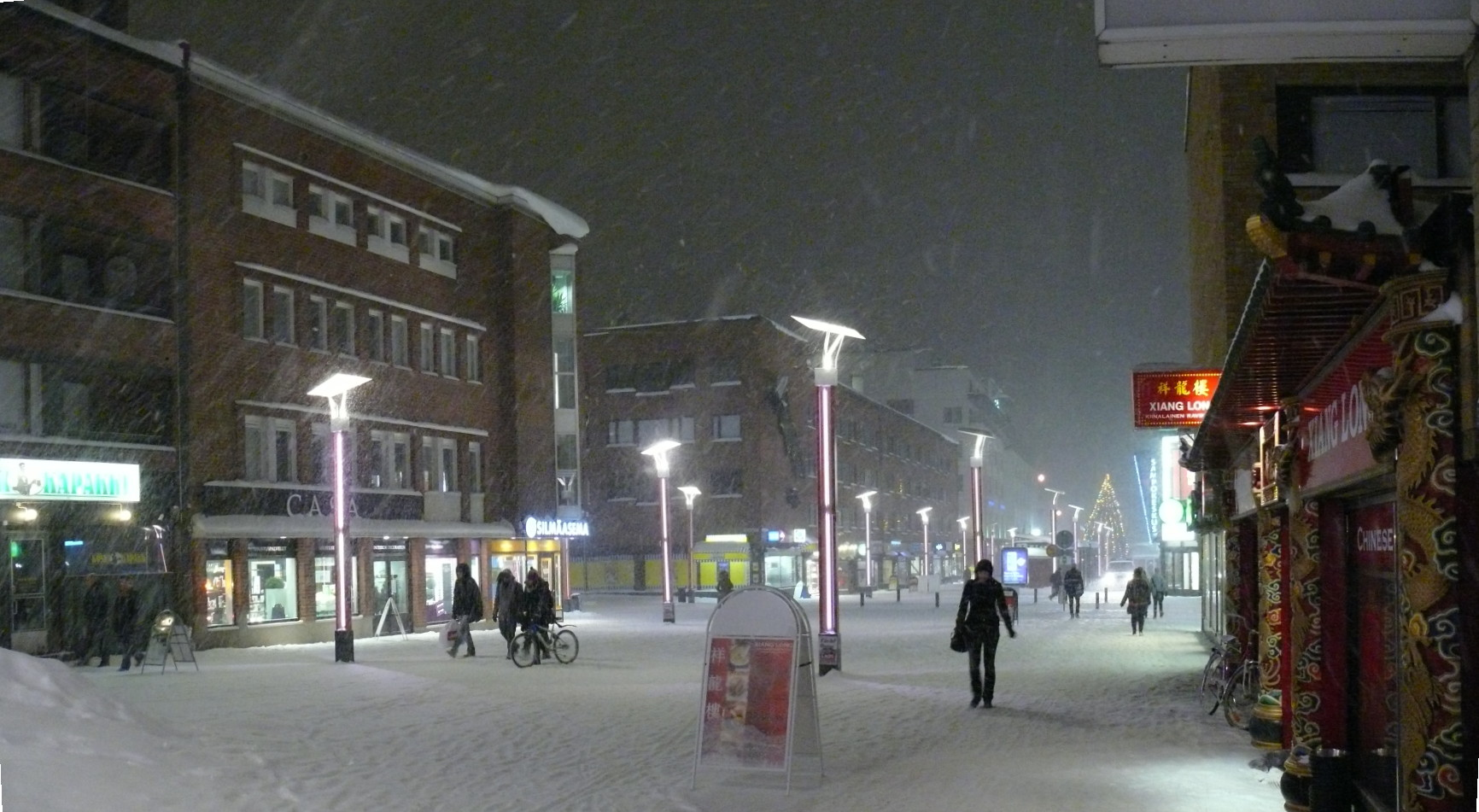
Uma rua de Rovaniemi no inverno